# Eriopyga paupera
Eriopyga paupera är en fjärilsart som beskrevs av Druce. Eriopyga paupera ingår i släktet Eriopyga och familjen nattflyn. Inga underarter finns listade i Catalogue of Life.